# Christian Cévaër

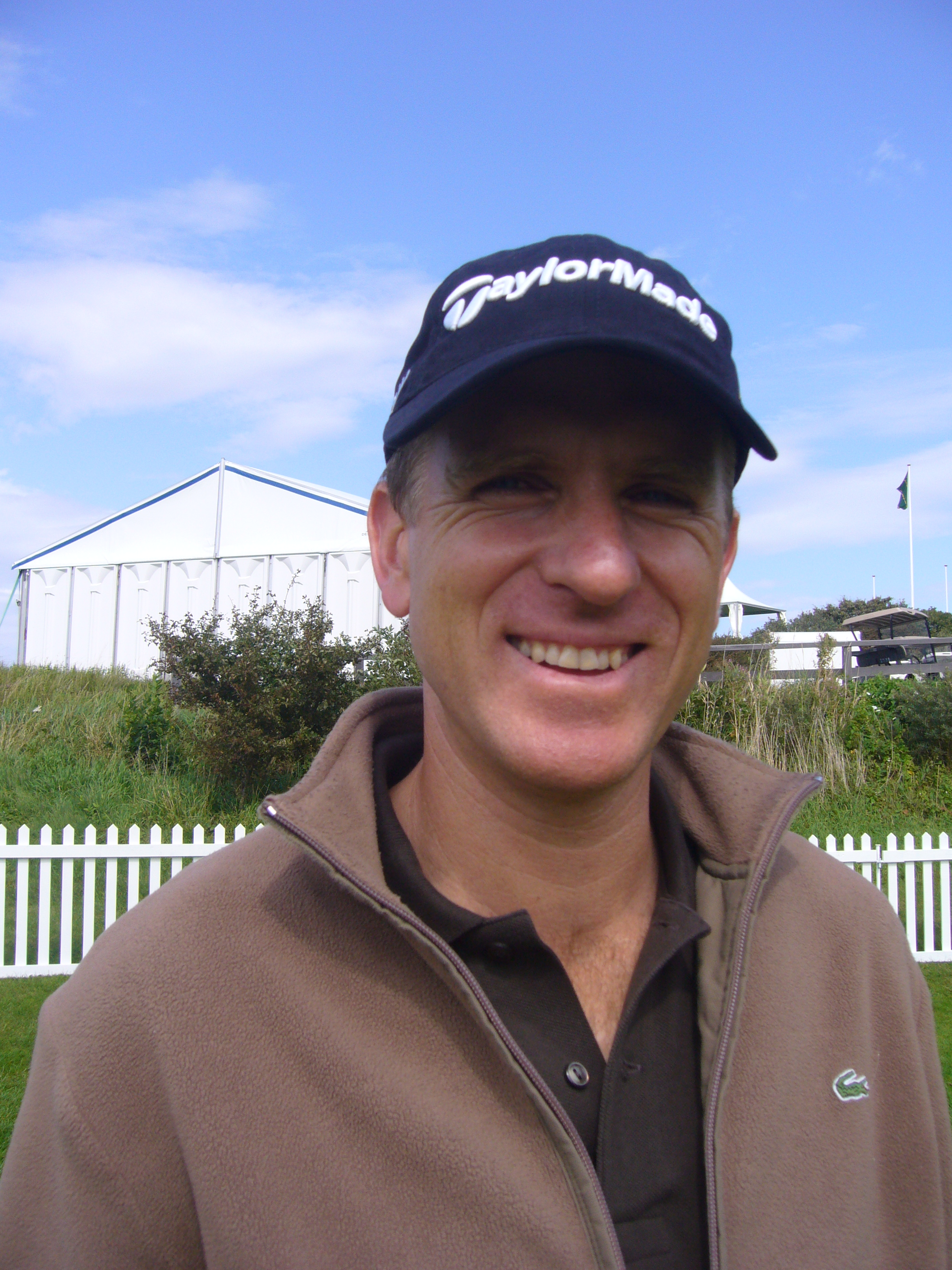

Christian Cévaër (Nouméa (Nieuw-Caledonië), 1970) is een Franse golfprofessional.
Cévaër begint op 12-jarige leeftijd met golf op de eerste golfbaan van Nieuw-Caledonië, aangelegd door zijn vader. Na twee jaar heeft hij al handicap 6 en wil hij golfprofessional worden. Hij gaat naar Pebble Beach naar de Stevenson School, waar veel aan sport gedaan wordt. Na vier jaar krijgt hij een golfbeurs voor Stanford University; Tiger Woods heeft toevallig in diezelfde periode hetzelfde traject gevolgd.

## Amateur

### Gewonnen
- 1987: Doug Sanders World Junior Championship
- 1988: British Youths Amateur Open Championship
- 1989: French Amateur Championship, PAC-10 Championship
- 1992: PAC-10 Championship

## Professional
Na het vervullen van zijn militaire dienstplicht wordt hij in september 1993 professional. 

Vanaf 1994 speelt Cévaër op de Europese Challenge Tour, waar hij op de 24ste plaats eindigt, en vanaf 1995 op de Europese PGA Tour, waar hij dat jaar als 72ste op de Order of Merit eindigt. Daarna eindigt hij regelmatig in de subtop, maar het duurt tot 2004 voordat hij zijn eerste overwinning haalt.
In 2002 krijgt hij na vier toernooien een blessure aan zijn rechterelleboog.
In 2003 wordt hij tweede bij de British Masters.
Zijn topjaar wordt 2004. Hij kwalificeert zich voor het Britse Open en wordt 71ste. Hij eindigt op de 41ste plaats van de Europese Order of Merit, waarna hij mag spelen op de Volvo Masters op Valderrama waar hij 5de wordt. 
In 2006 eindigt hij op de 4de plaats op het KLM Open, in 2008 op de 3de plaats op het Zwitsers Open.

### Gewonnen

#### Nationaal
- 1993: PGA Kampioenschap

#### Challenge Tour
- 1998: Volvo Fins Open
- 2000: Finse Masters

#### Europese Tour
- 2004: Spaans Open op de Canarische Eilanden (−9)
- 2009: European Open op de London Golf Club in Kent, met een score van −7;

### Teams
- Eisenhower Trophy: 1988, 1990, 1992
- World Cup: 2009 met Thomas Levet

Cévaër is getrouwd met Fabienne. Samen hebben ze een zoon.